# 8632 Egleston
8632 Egleston è un asteroide della fascia principale. Scoperto nel 1981, presenta un'orbita caratterizzata da un semiasse maggiore pari a 2,6207309 au e da un'eccentricità di 0,1571999, inclinata di 12,18903° rispetto all'eclittica.
L'asteroide è dedicato alla programmatrice statunitense Margaret Ericksen Egleston.